# Katholieke Kerk in Trinidad en Tobago

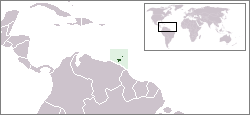
Trinidad en Tobago

De Katholieke Kerk in Trinidad en Tobago is een onderdeel van de wereldwijde Katholieke Kerk, onder het geestelijk leiderschap van de paus en de curie in Rome.
In 2005 waren er in Trinidad en Tobago ongeveer 383.000 (30%) katholieken. Het land bestaat uit een enkel aartsbisdom, het aartsbisdom Port of Spain. De kerkprovincie Port of Spain omvat hiernaast ook vijf bisdommen buiten Trinidad en Tobago. Aartsbisschop van Port of Spain is Charles Jason Gordon. Men is lid van de bisschoppenconferentie van de Antillen; president van de bisschoppenconferentie is Gabriel Malzaire, aartsbisschop van Roseau (Dominica). Verder is men lid van de Consejo Episcopal Latinoamericano.
Apostolisch nuntius voor Trinidad en Tobago is aartsbisschop Santiago De Wit Guzmán, die tevens apostolisch nuntius is voor Antigua en Barbuda, de Bahama's, Barbados, Belize, Dominica, Grenada, Guyana, Jamaica, Saint Kitts en Nevis, Saint Lucia, Saint Vincent en de Grenadines en Suriname en apostolisch gedelegeerde voor de Antillen.

## Indeling
- Aartsbisdom Port of Spain
  - Bridgetown (Barbados)
  - Georgetown (Guyana)
  - Kingstown (Saint Vincent en de Grenadines)
  - Paramaribo (Suriname)
  - Willemstad (Curaçao)

## Nuntius
- Apostolisch pro-nuntius
  - Aartsbisschop Paul Fouad Tabet (9 februari 1980 - 11 februari 1984)
  - Aartsbisschop Manuel Monteiro de Castro (16 februari 1985 - 21 augustus 1990, later kardinaal)
  - Aartsbisschop Eugenio Sbarbaro (7 februari 1991 - 26 april 2000)
- Apostolisch nuntius
  - Aartsbisschop Emil Paul Tscherrig (8 juli 2000 - 22 mei 2004)
  - Aartsbisschop Thomas Edward Gullickson (2 oktober 2004 - 21 mei 2011)
  - Aartsbisschop Nicola Girasoli (21 december 2011 - 16 juni 2017)
  - Aartsbisschop Fortunatus Nwachukwu (4 november 2017 - 17 december 2021)
  - Aartsbisschop Santiago De Wit Guzmán (sinds 30 juli 2022)